# 南陽站 (咸鏡北道)
南陽站（：／）是朝鮮民主主義人民共和國咸镜北道稳城郡南阳劳动者区的一個鐵路車站，属于咸北线和南阳国境线。

## 邻近车站
咸北线
江阳站 - 南陽站 - 国境站
南阳国境线
南陽站 - 丰利站